# Distrikt Nanortalik
Nanortalik ist seit 2009 ein grönländischer Distrikt in Westgrönland. Er ist deckungsgleich mit der von 1950 bis 2008 bestehenden Gemeinde Nanortalik.

## Lage
Der Distrikt Nanortalik ist der südlichste Grönlands. Im Nordwesten grenzt er an den Distrikt Qaqortoq, im Nordosten an den Distrikt Ammassalik, der jedoch im Süden auf einer Länge von 700 km unbewohnt ist.

## Geschichte
Die Gemeinde Nanortalik entstand 1950 durch die Dekolonialisierung des Kolonialdistrikts Julianehaab, aus dessen südlichen Teil sie bestand. 1960 wuchs die Gemeinde um die beiden Udsteder Narsarmijit und Tasiusaq. Bei der Verwaltungsreform 2009 wurde die Gemeinde Qaqortoq in die Kommune Kujalleq eingegliedert und zu einem Distrikt.

## Orte
Neben der Stadt Nanortalik befinden sich folgende Dörfer und Schäfersiedlungen (kursiv) im Distrikt Nanortalik:
- Aappilattoq
- Alluitsup Paa
- Ammassivik
- Narsarmijit
- Nuugaarsuk
- Qallimiut
- Qorlortorsuaq
- Saputit
- Saputit Tasiat
- Tasiusaq

Daneben befanden sich die folgenden mittlerweile verlassenen Siedlungen und Schäfersiedlungen (kursiv) in der damaligen Gemeinde bzw. im heutigen Distrikt:
- Akuliaruseq
- Alluitsoq
- Illorpaat
- Ippik
- Nalasut
- Nalunaq (Mine)
- Narsarsuaq
- Niaqornaarsuk
- Nuuk
- Papikatsuk
- Qunnermiut
- Sermilik
- Tuapaat

## Wappen
Das Wappen zeigt drei Eisbären auf rotem Grund. Die Eisbären sind eine Anspielung auf den Stadtnamen („Ort der Eisbären“). Der rote Grund dient Vermutlich der Abgrenzung zum Landeswappen. Das Wappen wurde 1970 angenommen.

## Bevölkerungsentwicklung
Die Einwohnerzahl des Distrikts ist stark rückläufig.